# ایلوس
ایلوس (به انگلیسی: Ilus)، بنیان‌گذار شهر ایلیون (تروا).
پسر تروس و کالیرهوئه بود. در مسابقات فروگیایی برنده شد و ۵۰ مرد و ۵۰ زن و یک گاو ابلق جایزه گرفت. فرمان یافت هرجا که گاو از رفتن بازماند، شهری بنا کند. گاو روی تپه‌ای نزدیک کوه ایدا فرود آمدد و شهری آن‌جا بناشد که مردمش همان ۵۰ مرد و ۵۰ زن بودند و ایلیون یا تروا نام گرفت. زئوس نشانه‌ای برای شهر فرستاد که تصویر چوبی آتنه بود. مردم ایلیون اعتقاد داشتند تا آن نشان برجاست شهر آسیبی نمی‌بیند.